# Shahbuz Rayon
Shahbuz Rayon är en kommun i Azerbajdzjan.   Den ligger i distriktet Nachitjevan, i den sydvästra delen av landet, 400 km väster om huvudstaden Baku. Antalet invånare är 21 388.
Trakten runt Shahbuz Rayon består i huvudsak av gräsmarker. Runt Shahbuz Rayon är det ganska glesbefolkat, med 27 invånare per kvadratkilometer.